# Differenza media assoluta
La differenza media assoluta è una misura di variabilità, ovvero una misura che mette in evidenza la disuguaglianza dei dati tra loro, indipendentemente da qualsiasi valore medio. È chiamata anche differenza media (semplice) di Gini, si indica con Δ ed è data dalla media aritmetica dei moduli degli scarti di ciascun valore da tutti i rimanenti. Si calcola come segue:

Metodo diretto:
{\displaystyle g={\frac {\sum _{i}\sum _{j}|x_{i}-x_{j}|}{n(n-1)}}}
con i≠j
Metodo alternativo:
{\displaystyle g={\frac {2\sum _{i}x_{i}[2i-(n+1)]}{n(n-1)}}}